# Padenodes unifascia
Padenodes unifascia là một loài bướm đêm thuộc phân họ Arctiinae, họ Erebidae.